# Samuli Vehkomäki
Samuli Vehkomäki (...) è un giocatore di football americano finlandese che gioca come offensive tackle per gli Helsinki Roosters.